# Parasybra griseovaria
Parasybra griseovaria là một loài bọ cánh cứng trong họ Cerambycidae.